# Бакари, Джибо
Джибо Бака́ри (фр. Djibo Bakary; 1922 — 16 апреля 1998) — политик социалистического толка, важный деятель национально-освободительного движения Нигера. Бакари был первым нигерцем, возглавившим местную исполнительную власть со времён установления французского колониального господства — с 20 мая 1957 по 14 декабря 1958 года он занимал должность вице-президента Правительственного совета Нигера, а с 26 июля 1958 по 10 октября 1958 года был президентом Совета. Его сменил его двоюродный брат Амани Диори, который в конечном итоге и привёл Нигер к независимости в 1960 году.

## Биография
Джибо Бакари — джерма по этнической принадлежности, педагог по образованию. Хотя он был сыном деревенского вождя, но считался простолюдином (талака), поскольку его семья не принадлежала к знати. В 7-летнем возрасте дядя забрал его в город Тахуа, где Джибо смог начать своё образование. Закончил он его в Сенегале; там же поучаствовал в скаутском движении. После 1941 года работал школьным учителем. Под влиянием сенегальского марабута включился в агитацию против колониального правления, включая такие аспекты колониализма, как принудительный труд и телесные наказания.
В 1946 году он стал одним из основателей Африканского демократического объединения и его нигерской секции — Нигерской прогрессивной партии (НПП), первым секретарём которой и был избран в 1947 году. В следующем году колониальные власти уволили его с учительской должности. Безуспешно баллотировался на выборах 1951 года, как и его двоюродный брат Амани Диори. В том же году Бакари как фигура левого крыла ННП выступил против решения лидера АДО Феликса Уфуэ-Буаньи порвать с коммунистами и отказаться от борьбы за независимость ради сближения с французским правительством.
Исключённый из руководящих органов АДО, Бакари вышел со сторонниками из ННП, после раскола сформировав на базе её левого крыла партию Нигерский демократический союз (НДС; с 1958 года носил название «Саваба», что значит «свобода» на хауса), которая затем вошла в международное Африканское социалистическое движение (Бакари стал заместителем генсека последнего). Он также занялся профсоюзным движением. Как представитель французской Всеобщей конфедерации труда вошёл в Социально-экономический совет метрополии; занимал посты в международном профсоюзном движении коммунистической направленности (Всемирная федерация профсоюзов). В 1953 году Джибо Бакари и Абдулай Мамани организовали первую массовую забастовку в истории Нигера, благодаря которой было достигнуто повышение оплаты труда в частном секторе.
В октябре 1956 года стал первым избранным мэром Ниамея, а в следующем году победил на первых выборах, проведённых на основании всеобщего избирательного права. В том же 1957 году стал вице-президентом первого Правительственного совета Нигера, а затем и возглавил его. Как сторонник немедленной независимости Нигера, поддержал голосование «против» на референдуме по проекту новой конституции Франции 28 сентября 1958 года, организованном метрополией с целью создания Французского сообщества. Он ушёл в отставку 10 октября 1958 года после победы «да» на референдуме; его заменил Амани Диори.
После поражения партии Саваба на выборах в Территориальную ассамблею в декабре 1958 года его партия была запрещена и распущена 12 октября 1959 года. Сам Джибо Бакари ушел в подполье, а затем отправился в изгнание, найдя убежище в возглавляемой Кваме Нкрумой Гане, Мали и Гвинее. В эмиграции выступал с резкой критикой курса нигерского правительства как неоколониального, встречался с мировыми антиколониальными лидерами вроде Бен Беллы и Насера, в 1963 году посетил Кубу, с территории Дагомеи и Нигерии планировал вооружённую борьбу против нигерских властей, попытки которой обернулись в 1964—1965 годах провалом. После свержения ганского президента Нкрумы в 1966 году нашёл убежище в болгарском посольстве, в 1967 году пребывал в Дар-эс-Саламе (Танзания), затем осел с семьёй в Гвинее, где находился под охраной из-за неоднократных покушений на свою жизнь.
Хотя Бакари вернулся на родину после военного переворота 1974 года, уже в следующем 1975 году он был арестован по обвинению в подготовке государственного переворота. Из лагеря был освобождён в 1980 году, из-под домашнего ареста в 1984 году, однако полицейский надзор над ним продолжался до смерти президента Сейни Кунче в 1987 году.